# Claron McFadden

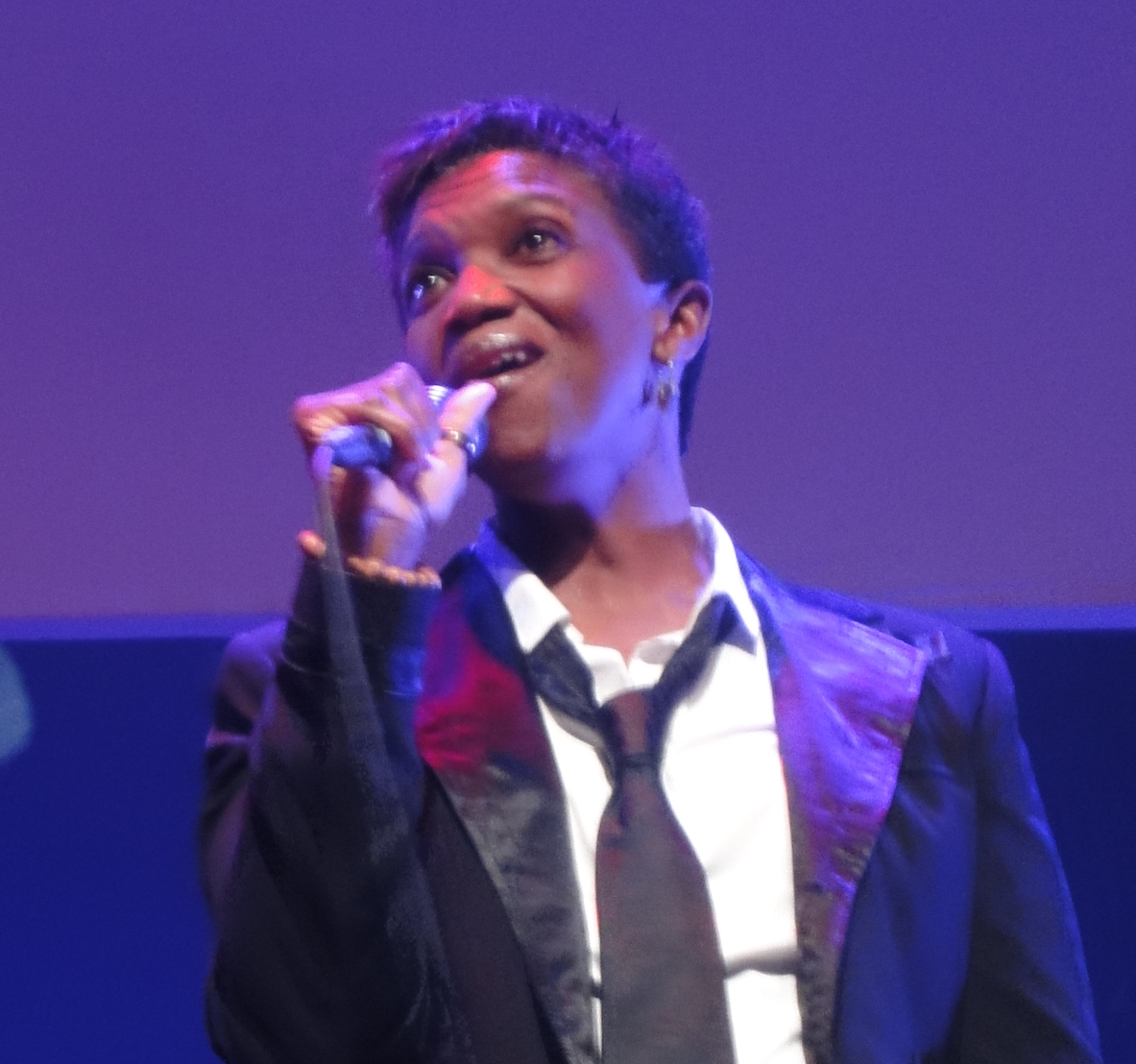
Claron McFadden (2011)

Claron McFadden (* 1961 in Rochester, New York) ist eine US-amerikanische Opernsängerin (Sopran).

## Leben
McFadden studierte Gesang an der Eastman School of Music. Sie wurde international bekannt durch ihren Auftritt in der Titelrolle von Bergs Oper Lulu unter Andrew Davis beim Glyndebourne Festival Opera.
Sie trat an Opernhäusern wie der De Nederlandse Opera, der Opéra-Comique, der La Monnaie und der Royal Opera, bei den Salzburger und den Bregenzer Festspielen und dem Festival d’Aix-en-Provence auf. Am Badischen Staatstheater Karlsruhe sang sie Händels Rodelinda und bei den Händelfestspielen in Halle (Saale) dessen Semele. Mit den Les Arts Florissants trat sie in ganz Europa auf.

## Wirken
Schwerpunkte von McFaddens Repertoire sind einerseits die großen Oratorien der Barockzeit, andererseits Werke zeitgenössischer Komponisten, insbesondere Dirk Brossés und Harrison Birtwistles. Birtwistles Paul Celan Songs führte sie mehrfach mit dem Nash Ensemble in London auf. Im Concertgebouw sang sie u. a. die Vokalpartie in Dmitri Schostakowitschs 14. Sinfonie und Benjamin Brittens Illuminations.
Unter ihren CD-Aufnahmen sind besonders Birtwistles Celan-Songs, Heitor Villa-Lobos’ Bachianas Brasileiras, Jean-Philippe Rameaus Les Indes galantes, Henry Purcells King Arthur sowie Acis and Galatea und Ottone von Händel zu nennen. Sie ist auch mit den Bigbands von Konrad Koselleck und David Kweksilber und mit Fabrizio Cassols Projekt VSPRS aufgetreten.